# Инс (Берн)
Инс (нем. Ins BE) — коммуна в Швейцарии, в кантоне Берн. 
Входит в состав округа Эрлах. Население составляет 2971 человек (на 31 декабря 2006 года). Официальный код — 0496.

## Известные уроженцы и жители
- Анкер, Альберт (1831—1910) — швейцарский художник и график.

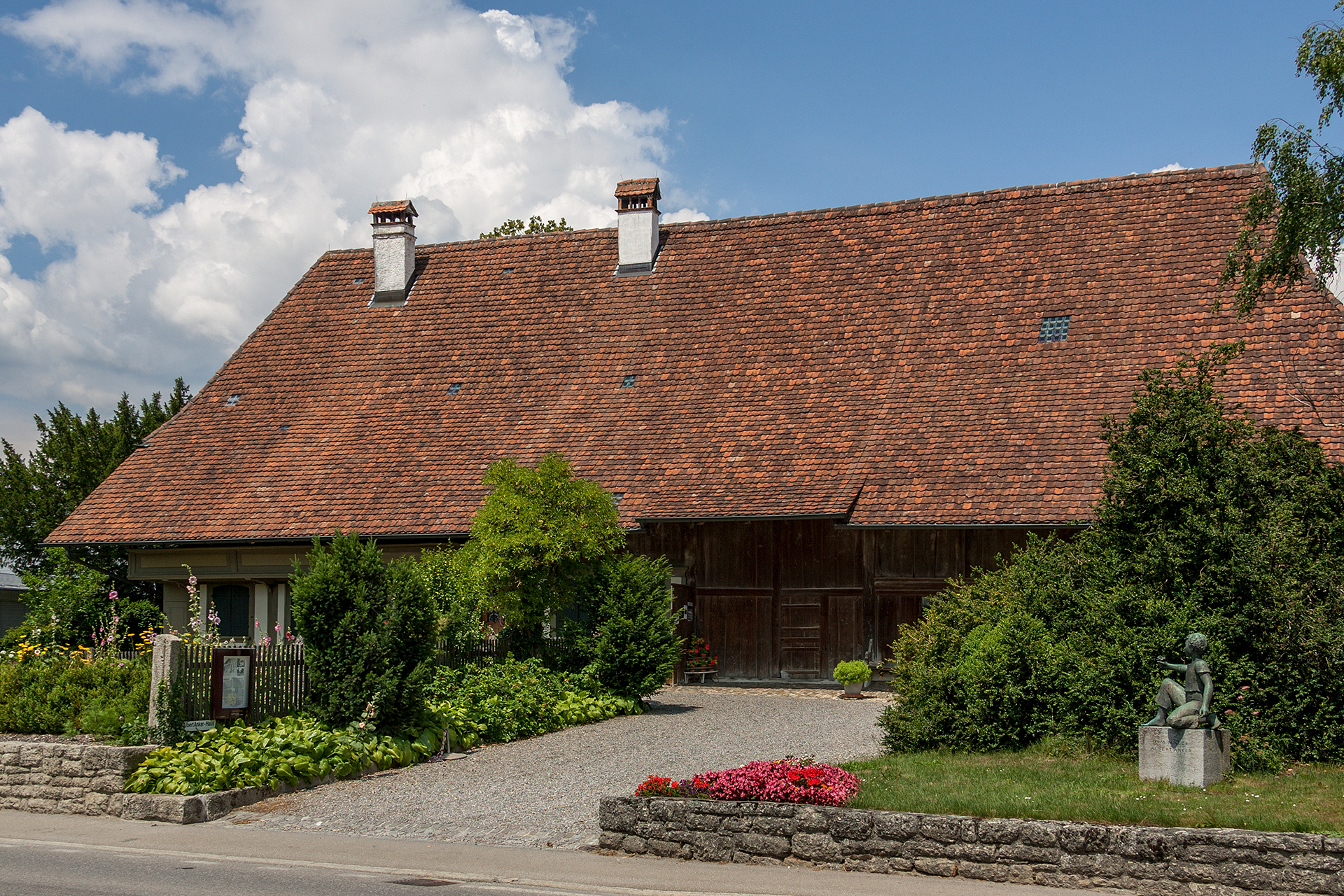
Инс